# Microsiphum woronieckae
Microsiphum woronieckae är en insektsart som beskrevs av Judenko 1931. Microsiphum woronieckae ingår i släktet Microsiphum och familjen långrörsbladlöss. Arten är reproducerande i Sverige. Inga underarter finns listade i Catalogue of Life.